# 紀元韻覽
《历代纪元韵览》，清代章学诚所撰记载历代帝王纪元、年号的书籍，五卷。
前有《纪元年表》不分卷。纪年上起秦王政十年（前237年），下至清仁宗嘉庆。将历代纪元依韵编次，而在帝王的名字、即位年月、卒年若干岁、在位若干年、改元若干次，都写在某帝第一次改元之下。年号相同者，又按正统、列国、窃据、篡逆、外国等依次排列。另有马绍基所撰《纪元韵览》。